# Lightiella magdalenina
Espèce
Lightiella magdalenina est une espèce de céphalocarides de la famille des Hutchinsoniellidae.

## Distribution
Cette espèce se rencontre près des côtes d'Italie et de Tunisie dans la mer Méditerranée.

## Étymologie
Son nom d'espèce lui a été donné en référence au lieu de sa découverte, le parc national de l’archipel de La Maddalena.

## Publication originale
- Carcupino, Floris, Addis, Castelli & Curini-Galletti, 2006 : A new species of the genus Lightiella: the first record of Cephalocarida (Crustacea) in Europe. Zoological Journal of the Linnean Society, vol. 148, no 2, p. 209-220.